# Выродов, Андрей Васильевич
Андре́й Васи́льевич Вы́родов (1774 — ?), русский писатель XVIII века, переводчик с немецкого языка.

## Происхождение
Принадлежит старинному белгородскому дворянскому роду Выродовых, основателем которого явился служилый Белгоро́дской засе́чной (защи́тной) черты, сын боярский белгородский — станичный голова Семён Осипович Выродов. Дед его –  Андрей Никитич Выродов, военачальник, был губернатором Белгородской губернии; отец – Выродов Василий Андреевич, капитан, белгородский и харьковский дворянин, помещик – крупный землевладелец и известный российский фабрикант, мать – Екатерина Ивановна Выродова (урождённая Воейкова), дочь  коллежского советника  Ивана Петровича Воейкова.

## Биография
Биографических сведений об Андрее Васильевиче Выродове сохранилось крайне мало. Известно, что в конце 1780-х годов он вместе с родным братом Иваном обучался в Московском университетском благородном пансионе (ныне - МГУ) — закрытом учебном заведении для мальчиков из знатных дворянских семей.
Труды воспитанника Благородного пансиона Андрея Выродова, переводы с немецкого языка, были опубликованы в литературном издании, вышедшем в стенах пансиона — в сборнике, под заглавиями «И весело и полезно, или Собрание кратких и нравоучительных повестей» и «Собрание кратких, веселых и нравоучительных басен и других сочинений» (1789, ч. 1-2). В другом издании — коллективном сборнике — «Полезное упражнение юношества», в котором он был одним из авторов, напечатан его перевод "нравоучительного анекдота" «Помни совет родителей» (1789). Ему же принадлежит перевод этнографической работы датского учёного К. Лема «Новые и достоверные известия о лапландцах в Финмархии…» (1792), на титульном листе этой книги указано, что он имел в то время воинский чин сержанта.
.
Его родной брат — Иван Выродов, также окончивший Московский благородный пансион, известен как писатель переводчик, в издаваемых пансионом сборниках опубликованы две его литературные работы — переводы: «Благодеяние, восточная повесть» и «Опыт сыновней любви». Отдельно издана его работа (перевод) «Новейшие известия о Турецком государстве, по случаю войны между Россией, Австрией и Портою собранные» (1789 г.).
В Родословной росписи дворянского рода Выродовых, представленной в Департамент герольдии Правительствующего Сената в 1791 году показан сержантом лейб-гвардии Преображенского полка. По определению Харьковского Дворянского Депутатского Собрания, состоявшимся 15 января 1794 года внесён в VI часть дворянской родословной книги Харьковского дворянства.